# Плотность огня
Пло́тность огня́ — одна из основных характеристик интенсивности огневого воздействия на цель, которая выражается в общем количестве снарядов (пуль, мин и тому подобное) на единицу площади цели (иногда — на длину её фронта) в единицу времени. 
Плотность огня зависит от количества задействованных огневых средств, их вида, скорострельности и размеров участка, по которому ведётся огонь, является определяющим фактором при оценке действительности стрельбы.

... Общий. состав орудий разного калибра и тяжёлых миномётов составляет 844, что обеспечивает плотность огня на 1 км фронта 60,3 орудия (без групп ДД). ...— Доклад командующего войсками Ленинградского фронта, от 18 ноября 1942 года.

## Специфика для отдельных видов вооружения
Специфика для отдельных видов вооружения:
- Для артиллерийского вооружения плотность огня определяется количеством снарядов или мин попавших за одну минуту ведения огня на один га площади цели или на 100 метров её фронта[2][3].
- Для зенитной артиллерии плотность огня — это количество выстрелов (разрывов) по движущейся воздушной цели на один километр её траектории в зоне поражения[2].
- Для стрелкового вооружения плотность огня — это количество пуль в одну минуту на один метр фронта[2].